# John Jacob Rhodes
Pour les articles homonymes, voir Rhodes (homonymie).
John Jacob Rhodes (18 septembre 1916 à Council Grove – 24 août 2003) est un avocat et un homme politique américain, membre du parti républicain, membre de la chambre des représentants des États-Unis de 1953 à 1983 où il représente le 1er district de l'Arizona.

## Biographie
John Jacob Rhodes est né à Council Grove au Kansas. Diplômé en droit de la faculté de droit de Harvard, à Cambridge dans le Massachusetts, il devient avocat dans le secteur privé. 
De 1941 à 1946, il passe la Seconde Guerre mondiale dans la United States Army Air Corps basé en Arizona où il s'installe définitivement avec son épouse Elizabeth. 
De 1947 à 1952, il est l'avocat de la garde nationale de l'Arizona (en) et de 1951 à 1952 le vice-président de la direction de la santé publique de l'état. 
En 1952, 1954 et 1968, il est délégué républicain lors des conventions présidentielles du parti. En 1952, il est élu à la chambre des représentants des États-Unis pour le 1er district de l'Arizona. Il est alors le premier républicain à représenter l'Arizona à la chambre basse du Congrès des États-Unis. Il succède à Gerald Ford en 1973 comme chef de la minorité parlementaire. Durant son mandat, il a un rôle primordial pour développer le Central Arizona Project destiné à suffisamment pourvoir en eau les villes et communes de l'Arizona. Il fut aussi l'un des trois hommes qui annoncèrent, en août 1974, au président Richard Nixon qu'il a perdu le soutien du parti républicain à la suite du scandale du Watergate. 
Retraité à Mesa dans l'Arizona, il reçoit le 14 août 2003 la médaille du Congrès. Il meurt le 24 août 2003 des suites d'un cancer. 
Son fils John Jacob Rhodes III reprend son siège à la chambre des représentants de 1987 à 1993. 